# هویک ساهاکیان
هویک ساشایی ساهاکیان (ارمنی: Հովիկ Սաշայի Սահակյան؛  ۲۰ آوریل ۱۹۵۶) یک نوازنده تار اهل ارمنستان است. وی از سال میلادی تاکنون مشغول فعالیت بوده است.

## زندگی‌نامه
وی در ۲۰ آوریل ۱۹۵۶ در ایروان به دنیا آمد و از کنسرواتوار دولتی کومیتاس ایروان فارغ‌التحصیل شد. وی همچنین برندهٔ جوایزی همچون چهره فرهنگی شایسته جمهوری ارمنستان شده است.